# Arctesthes euclidiata
Arctesthes euclidiata är en fjärilsart som beskrevs av Edward Meyrick 1885. Arctesthes euclidiata ingår i släktet Arctesthes och familjen mätare. Inga underarter finns listade i Catalogue of Life.